# Лисенко Іван Павлович
Іван Павлович Лисенко (1899, село Свиноїди, тепер село Рожни (Броварський район), Київська область — ?) — український радянський діяч, 1-й секретар Балтського райкому КП(б)У Молдавської АРСР. Депутат Верховної Ради СРСР 1-го скликання.

## Біографія
Народився в селянській родині. З 1910 по 1919 рік працював у власному сільському господарстві.
У 1919—1921 роках служив на Дніпровській військовій флотилії. Учасник Громадянської війни в Росії.
Член ВКП(б) з 1919 року.
У 1921—1922 роках — матрос Чорноморського військового флоту в місті Севастополі.
У 1922—1926 роках — голова сільськогосподарської комуни «Жовтнева Революція» села Жердова Київського округу.
У 1926—1930 роках — студент Комуністичного університету імені Артема в Харкові.
У 1930—1931 роках — голова Кам'янської районної колгоспної спілки Молдавської АРСР. У 1931—1932 роках — директор Молдавської обласної колгоспної школи в місті Ананьїв. У 1932—1934 роках — завідувач Ананьївського районного земельного відділу Молдавської АРСР.
У 1934—1937 роках — директор Фернатянської машинно-тракторної станції Молдавської АРСР.
З 1937 року — 1-й секретар Балтського районного комітету КП(б)У Молдавської АРСР.
Подальша доля невідома.